# 艾瑞克·奧爾曼
艾瑞克·保羅·奧爾曼（英語：Eric Paul Allman，1955年9月2日—），又譯埃里克·奧爾曼、艾瑞克·歐曼，生於美國加利福尼亞州艾塞利托，程式員與企業家。在1970年代晚期至1980年代早期之間，在加利福尼亞大學柏克萊分校開發了sendmail軟體及其後繼者Delivermail。
與Greg Olson共同創辦了公司 Sendmail。

## 生平
1973年進入加利福尼亞大學柏克萊分校，分別於1977年與1980年取得學士與碩士學位。在他進入柏克萊分校時，正是Unix快速發展時期。

## 個人生活
艾瑞克·奧爾曼是名公開的男同性戀者，Marshall Kirk McKusick是他長達30年的伴侶。兩人在加州柏克萊大學研究所相識，於2013年10月正式結婚。McKusick是BSD的主要開發者之一。

## 外部連結
- Homepage as of 2010-10-29 （页面存档备份，存于）
- Linkedin.com profile
- Former homepage at Berkeley
- Former homePage for Eric Allman (at Sendmail.org)，存档于（存檔 index）
- You've got Sendmail, Salon article about sendmail going commercial (December 1998)
- Biography at Sendmail.com (see "Chief Science Officer") （页面存档备份，存于）